# كريستينا لارا
كريستينا لارا (بالإسبانية: Cristina Lara)‏ هي عداءة سريعة إسبانية، ولدت في 5 أغسطس 1995 في برشلونة في إسبانيا.

## وصلات خارجية
- كريستينا لارا على موقع الاتحاد الدولي لألعاب القوى (الإنجليزية)